# 盗賊 (オペレッタ)

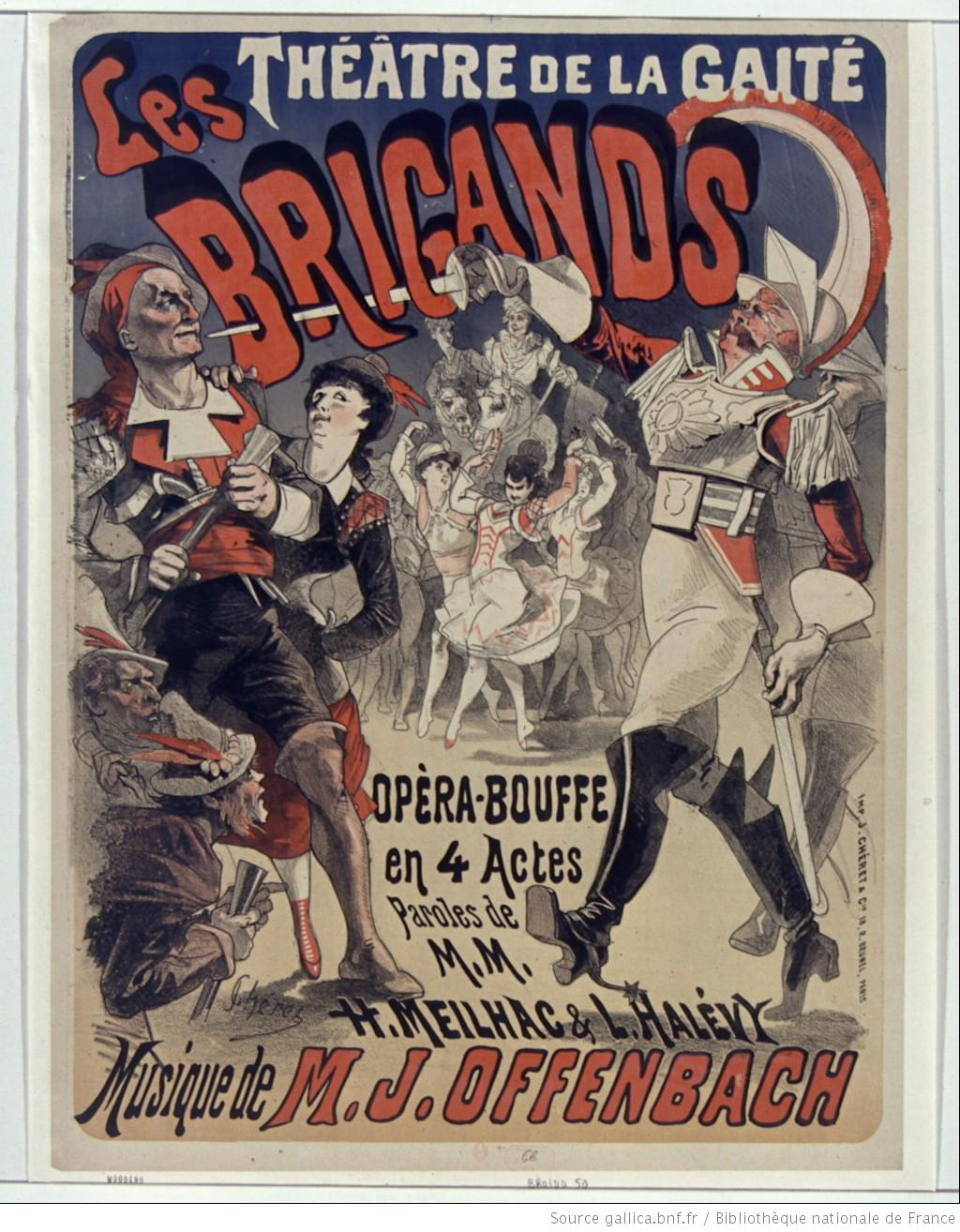
1878年制作のジュール・シェレによるポスター

『盗賊』（とうぞく、フランス語:  Les Brigands ）は、ジャック・オッフェンバックが作曲した全3幕のオペラ・ブフ（またはオペレッタ）で、1869年 12月10日に パリのヴァリエテ座で初演された。『盗賊たち』、『山賊』、『山賊たち』とも表記される。初演時は3幕構成であったが、1878年 12月のパリのゲテ・リリック座での再演に際して、バレエと『ペロニラ先生』からマラゲーニャが追加され、4幕版が制作された。

## 概要

フラゴレットを創唱したジュルマ・ブファール

ジョゼ・ブリュイールは本作を1867年のパリ万国博覧会を記念して制作されたオペレッタとして『パリの生活』（1866年）、『ジェロルスタン女大公殿下』（1867年）、『ラ・ペリコール』（1868年）とともに4部作の一翼をになうものと位置付けている。オッフェンバックの数々の成功を支えてきたソプラノのオルタンス・シュネデールは今回はまったく出演する気がないので、オッフェンバックはやむなく、秘蔵っ子のジュルマ・ブファールにフラゴレット役を任せることにした。
ジャック・ルシューズは「本作はオペラ・ブフとオペラ・コミックの〈理性的な結婚〉とも言える作品で、これら二つのスタイルが交互に現れる。当時のフランス社会を腐敗させていた金融スキャンダルをエピナル版画（通俗イメージを描いた普及版の彩色版画）に描かれたようなイタリアやスペインに舞台を移して、話を進展させるという手法をとっている。〈社会的地位に従って盗みを働かなければならない〉という台詞にすべてが集約されている」と見ている。
初演は成功し、フランスやドイツではしばしば上演された。
本作をもって《オッフェンバッキアード》と呼ばれるオッフェンバックの成功に次ぐ成功が終結する。
『盗賊』で有名な合唱「軍靴の、軍靴の、軍靴の音が聞こえる」（En entendant les bottes, les bottes, les bottes, Les bottes des carabiniers !）は［普仏戦争が勃発した］数カ月後には、もう劇場のことではなくなる。
1870年3月12日にウィーンのアン・デア・ウィーン劇場にてドイツ語版が初演されている。
1871年にウィリアム・S・ギルバートは 『ペンザンスの海賊』の制作以前に本作の英語版を作成しているが、上演されたのは1889年になってからだった。「いつも犯罪者を捕らえ損なう足取りの遅い警官や熱心な盗賊たちなどの扱いにアーサー・サリヴァン作曲の『ペンザンスの海賊』を観た英国の聴衆には『盗賊』の影響があることをどうしても無視することはできないだろう」という。
日本では2004年 7月13日に大須オペラ・スーパー一座によって、大須演芸場にて日本語訳で上演されている。指揮は宮脇泰、演出は岩田信市であった。

## 楽曲

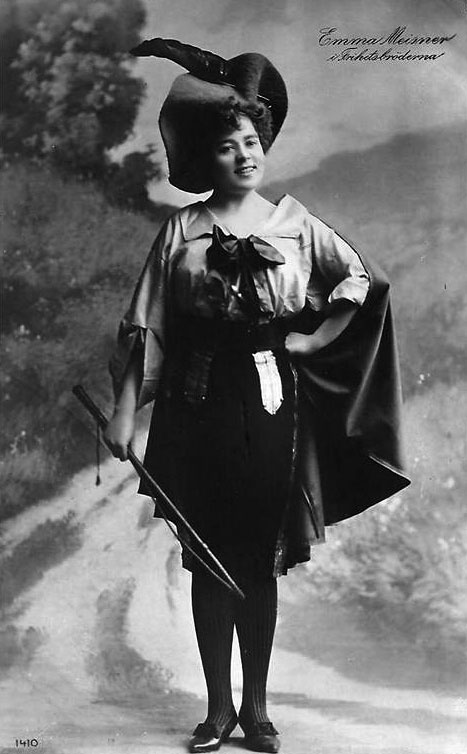
フィオレッラを演じるエマ・マイスナー

オッフェンバックの音楽については「クプレのような単純な独唱の形式が少なくなったかわりに、〈セーヌ〉（Scène）と呼ばれる部分が増え、オペレッタから少しずつオペラに近づいていく」という方向転換が本作において決定的になった。
クラカウアーによれば「オッフェンバックがいかに意図的に態度を変えたかは台本作家に、重点をダイアログと小唄よりはアンサンブルとシチュエーションに置くように、要するに楽劇的処理を許すようなテキストを書くように戒めたことからも明らかだ。オペラ・コミックという形式はしかし、本作のなかで単純にオッフェンバック風茶番劇の形式を排除したのではなく、それが平等の権利をもって並ぶことを許したのである。独得なやり方で２つのタイプがこの作品の中で融合している。ダニエル＝フランソワ＝エスプリ・オベールの『フラ・ディアヴォロ』（1830年）を原型とする山賊を扱ったロマンチック・オペラは以前のオペレッタに巣づくっている風刺と亀裂なしに結合して、素晴らしい遅咲きの花を咲かせている」ということである。ヘイウィッグによれば、本作は『フラ・ディアヴォロ』とエロルドの『ザンパ』（1831年）のパロディになっている。
また、森佳子によれば「この作品で使われるメロディは大変シンプルで素朴である。しかし、それでいて音楽はドラマに合わせ、場面ごとに多彩な表情を見せる。例えば、導入部の森のこだま、盗賊の娘フィオレッラのはじけるようなボレロ、そして、単純だが印象的な〈ブーツの音〉（ボット=ブーツという単語が行進曲のメロディにのせて繰り返される）は素晴らしい効果を上げている。そして、もう一つ聴きどころあげるとすれば、フィナーレ直前に歌われる「金庫番のクプレ」だろう。この歌はテノールのために書かれているが〈高いレ音〉が長く伸びるところがヤマになっていてヴィルトゥオートジテ（名人芸）が要求される場面でもある。歌詞も皮肉に満ちたものになっている」。

## リブレット
アンリ・メイヤックとリュドヴィク・アレヴィはオッフェンバック作品のリブレットを数多く担当したコンビで『美しきエレーヌ』、『青ひげ』、『パリの生活』『ジェロルスタン女大公殿下』や『ラ・ペリコール』でもリブレットを担当し、オッフェンバックと彼ら2人は名トリオとして一世を風靡した。本作はフリードリヒ・フォン・シラーの戯曲『群盗』(1781年) やヴェルディの『群盗』（1847年）などの類似タイトルとは別にオリジナルに書かれたものである。

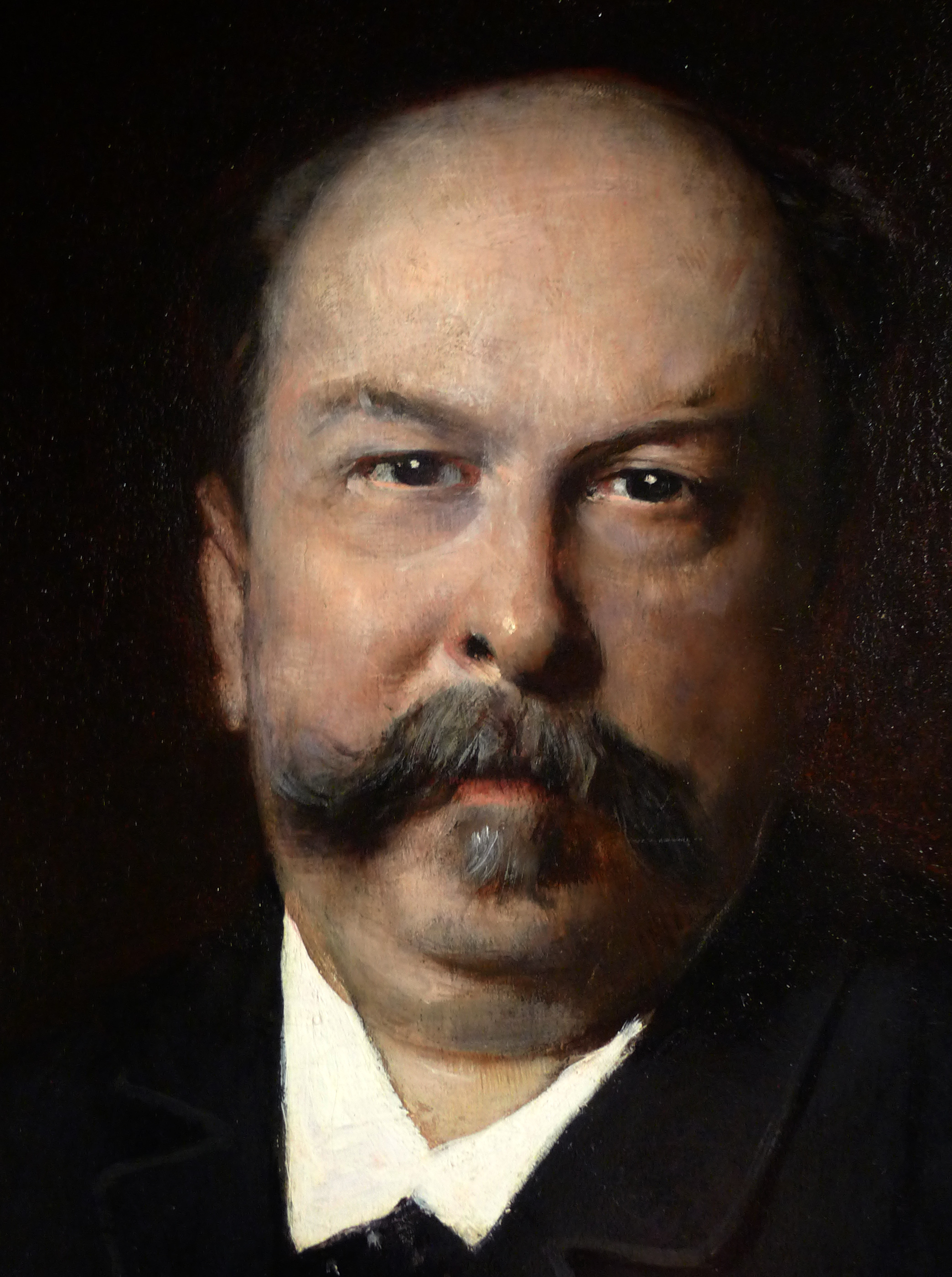
ドロネーによるメイヤック

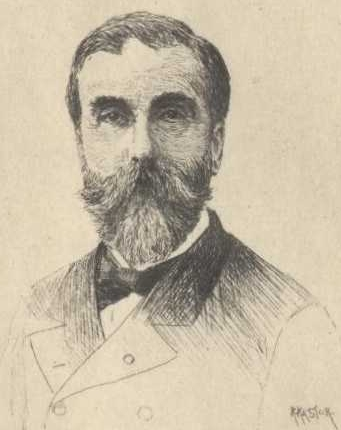
リュドヴィク・アレヴィ

ジョゼ・ブリュイールはファルサカッパの人物像について「エルナニのように人好きはするがファルサカッパの中にはメキシコ遠征のときのいかがわしい銀行家ジャケルの姿が認められる」と分析している。
本作の風刺の対象は金融界であるが「詐欺師の横領行為は、たいていのご立派な方々が彼と同じように悪党だという正体を現すので、彼を破滅させることにはならない。皮肉な洒落は主としてこのご立派な人物に集中する。しかし、アンサンブルのシーンにはめ込まれたこうした嘲弄、オッフェンバックがこれまで成功した風刺の中でも、最も辛辣なものの一つである、憲兵隊の費用に対する風刺によって圧倒されてしまう。山賊たちが乱痴気騒ぎをしている時、遠くの方から憲兵たちの足音が響いてくる。「軍靴、ドシン、ドシン」と山賊たちは木の後ろに隠れて、時には低い声で、時には声を張り上げて歌う。すると、法律の番人が現れて、自分自身について、法律が重んじられるようにするには、残念ながら自分は、来るのがいつも遅すぎるのだと語る。－中略－そしてそれは、本当に来て欲しいところには決して来ないということで、ひどく滑稽な印象を与えるけれども、いつでも背景にいるということから、いつの日か本当の出番の時にやってくるかもしれないという、定かならぬ不安をもかきたてる、、、」のである。
『オペレッタ名曲百科』の著者、永竹由幸は本作について「台本が非常に面白く、アレヴィとメイヤックの名コンビの名に恥じない名作」と評している。

## 演奏時間
全幕で約1時間50分（第1幕:約45分、第2幕: 約40分、第3幕: 約25分）。

## 登場人物
| 人物名                     | 声域         | 原語                                      | 役                       | 初演時のキャスト 1869年 12月10日 指揮：オッフェンバック |
| -------------------------- | ------------ | ----------------------------------------- | ------------------------ | ------------------------------------------------------- |
| ファルサカッパ             | テノール     | Falsacappa                                | 盗賊の首領               | ジョゼ・デュピュイ                                      |
| フィオレッラ               | ソプラノ     | Fiorella                                  | ファルサカッパの娘       | マリー・エメエ                                          |
| ピエトロ                   | バス         | Pietro                                    | ファルサカッパの育ての親 | ジャン＝ロラン・コップ                                  |
| フラゴレット               | メゾソプラノ | Fragoletto                                | 若い農夫                 | ジュルマ・ブファール                                    |
| カンポタッソ男爵           | テノール     | Le baron de Campotasso                    | 侯爵の使者               | シャルル・ブロンドレ                                    |
| マントヴァ侯爵             | テノール     | Le duc de Mantoue                         | －                       | コンスタン・ランジャレ                                  |
| アントニオ                 | テノール     | Antonio                                   | 侯爵の会計係             | レオンス                                                |
| グラナダの女王             | ソプラノ     | La princesse de Grenade                   | －                       | ルチアーニ                                              |
| グロリア・カシス伯爵       | テノール     | Le comte de Gloria-Cassis                 | 王女の随員               | グルドン                                                |
| 侯爵夫人                   | ソプラノ     | La duchesse                               | マントヴァ侯爵の妻       | アリス・レニョー                                        |
| バルバヴァーノ             | バリトン     | Barbavano                                 | 盗賊                     | ダニエル・バック                                        |
| ドミノ                     | テノール     | Domino                                    | 盗賊                     | ボルディエ                                              |
| カルマニョーラ             | テノール     | Carmagnola                                | 盗賊                     | シャルル・コンスタン・ゴバン                            |
| 銃騎兵隊の隊長             | バス         | Le chef des carabiniers du duc de Mantoue | マントヴァ侯爵の手下     | ルイ・バロン                                            |
| ピポ                       | テノール     | Pipo                                      | 宿屋の主人               | ブランジェ                                              |
| ピパ                       | メゾソプラノ | Pipa                                      | 宿屋の妻                 | レオニー                                                |
| ピペッタ                   | ソプラノ     | Pipetta                                   | 宿屋の娘                 | ジェナ                                                  |
| フィアメッタ               | ソプラノ     | Fiammetta                                 | 農民                     | ベッシー                                                |
| ツェルリーナ               | ソプラノ     | Zerlina                                   | 農民                     | ジュリア                                                |
| ビアンカ                   | メゾソプラノ | Bianca                                    | 農民                     | オッペンアイム                                          |
| チチネッラ                 | ソプラノ     | Cicinella                                 | 農民                     | ドルアール                                              |
| アドルフ・ド・バラドリッド | バリトン     | Adolphe de Valladolid                     | グラナダの王女の小姓     | コオペール                                              |
| 家庭教師                   | バス         | Le précepteur de la princesse de Grenade  | －                       | ヴィデン                                                |

その他（合唱）：盗賊、銃騎兵隊、農民、料理人、役人、グラナダの貴族や貴婦人、小姓、ホテルの従業員

## 初演時の衣装
ドラネールによるデッサン

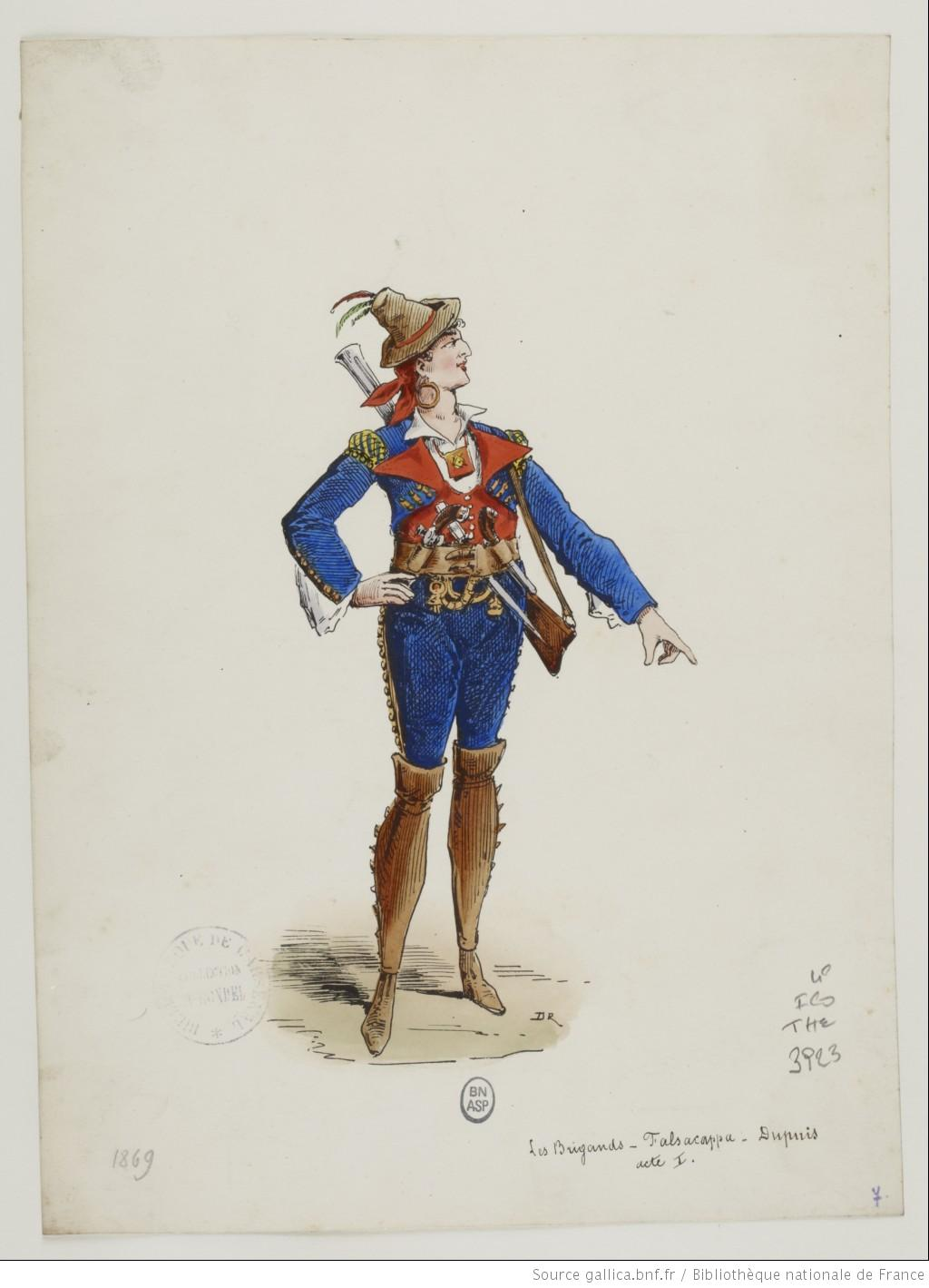
ファルサカッパ（1幕）
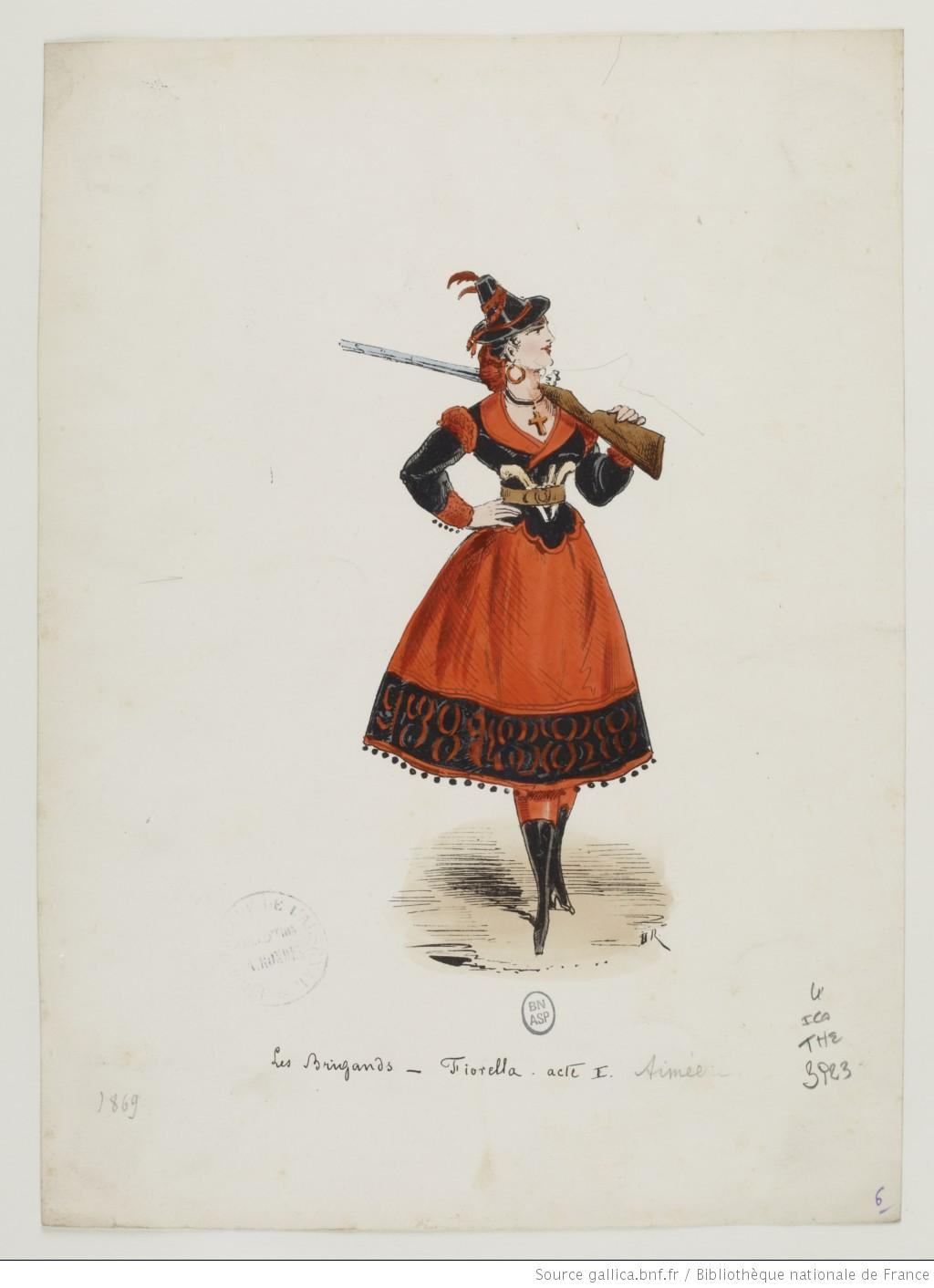
フィオレッラ（1幕）
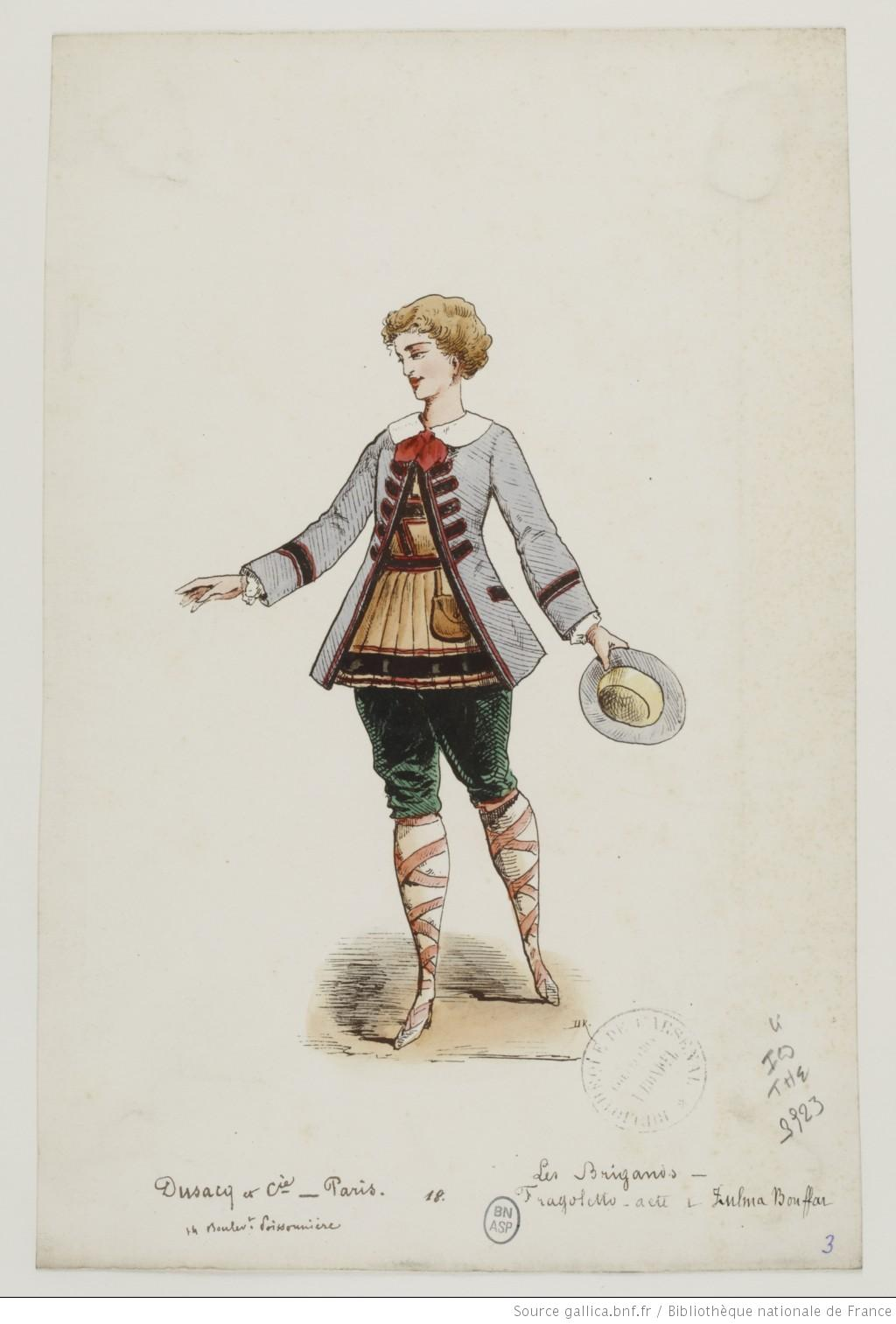
フラゴレット（1幕）
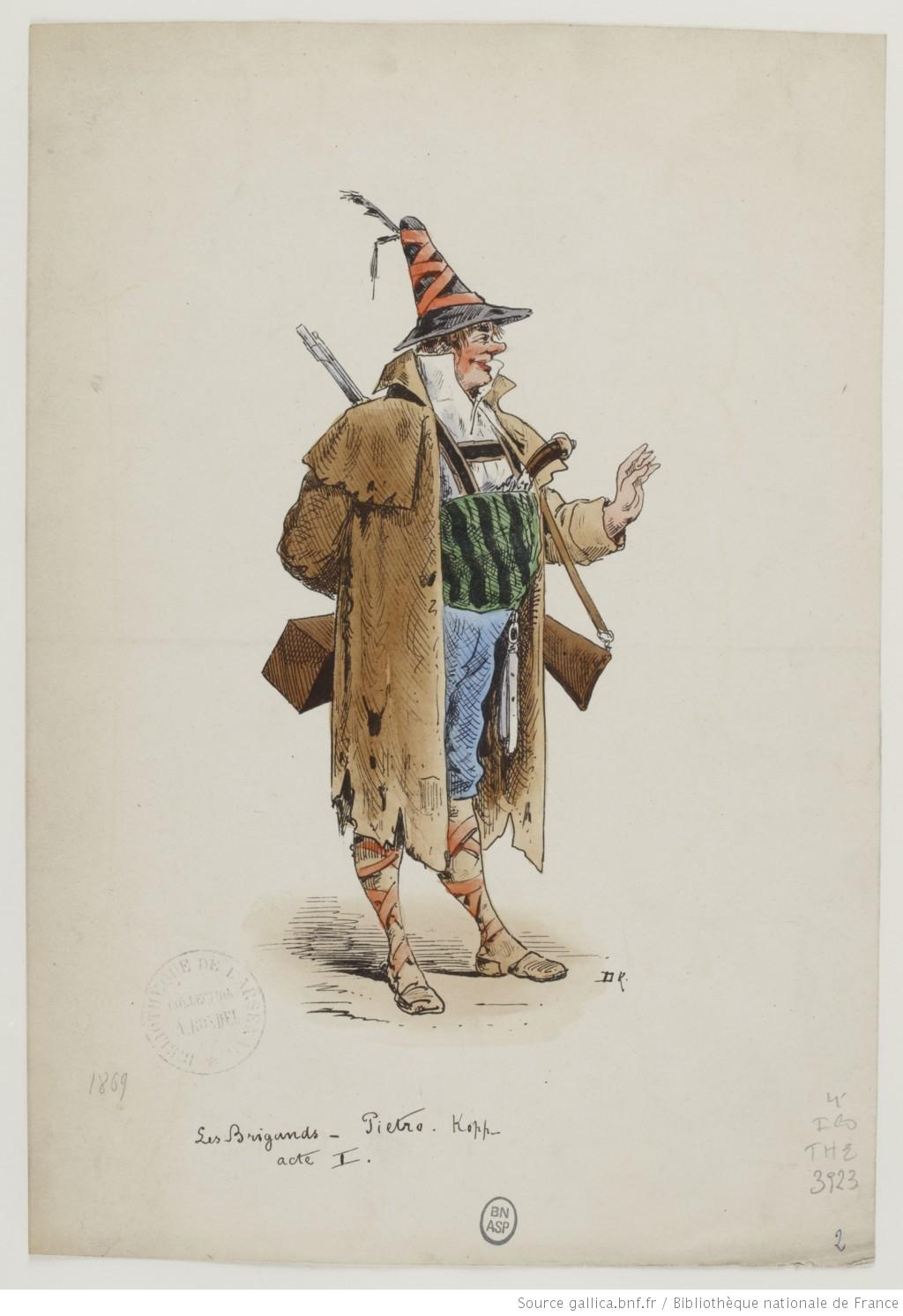
ピエトロ（1幕）
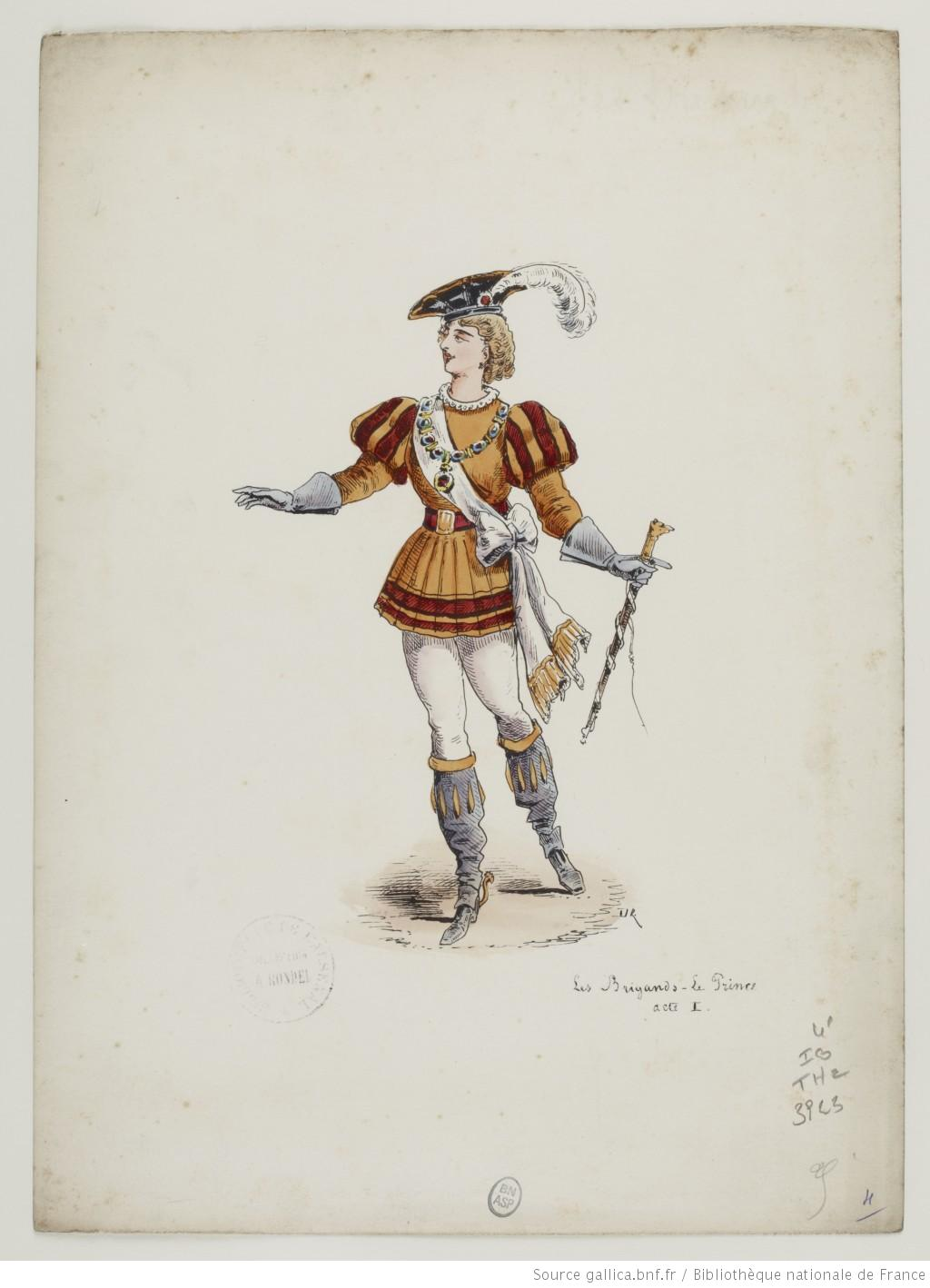
マントヴァ侯爵（1幕）

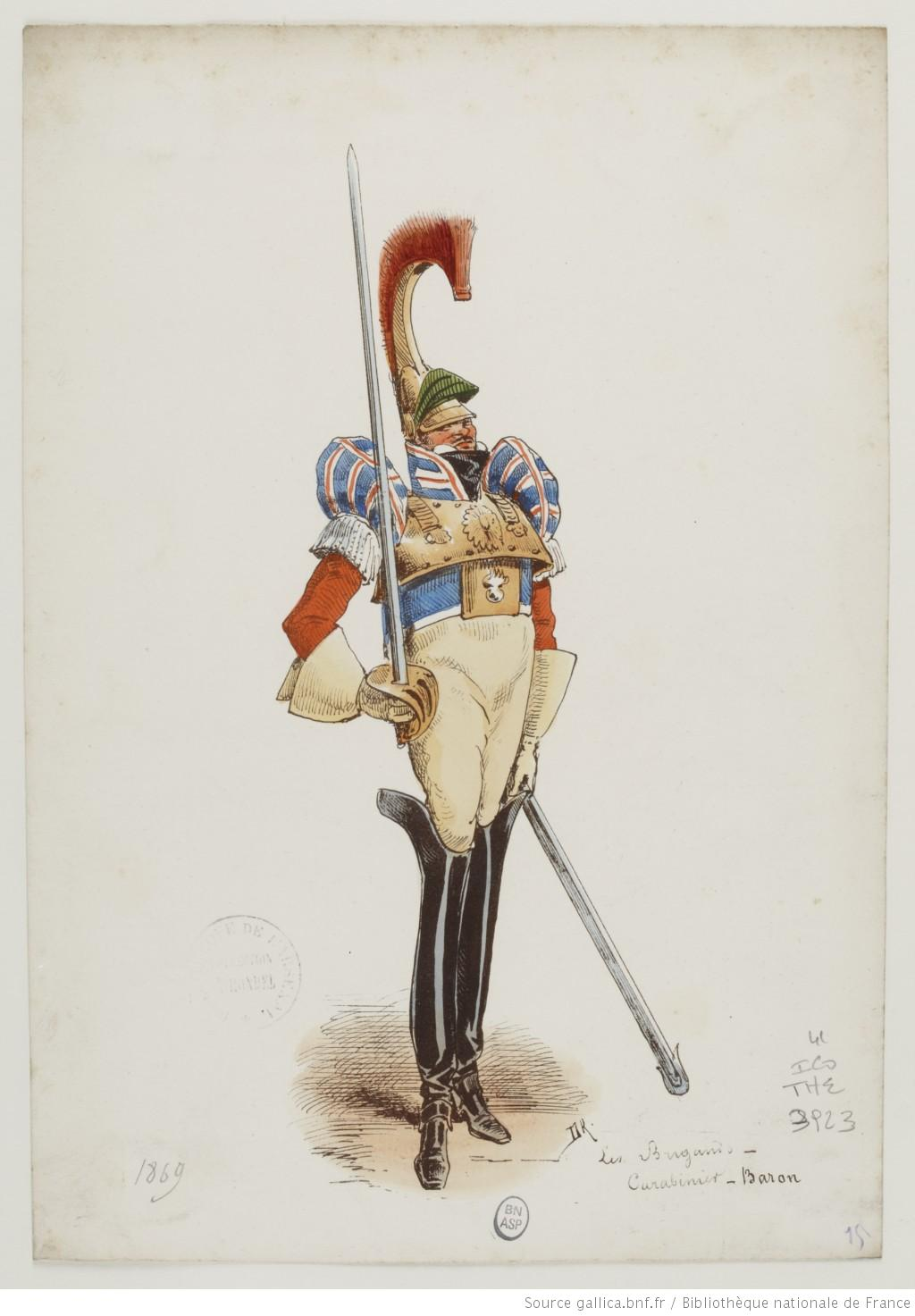
銃騎兵の隊長
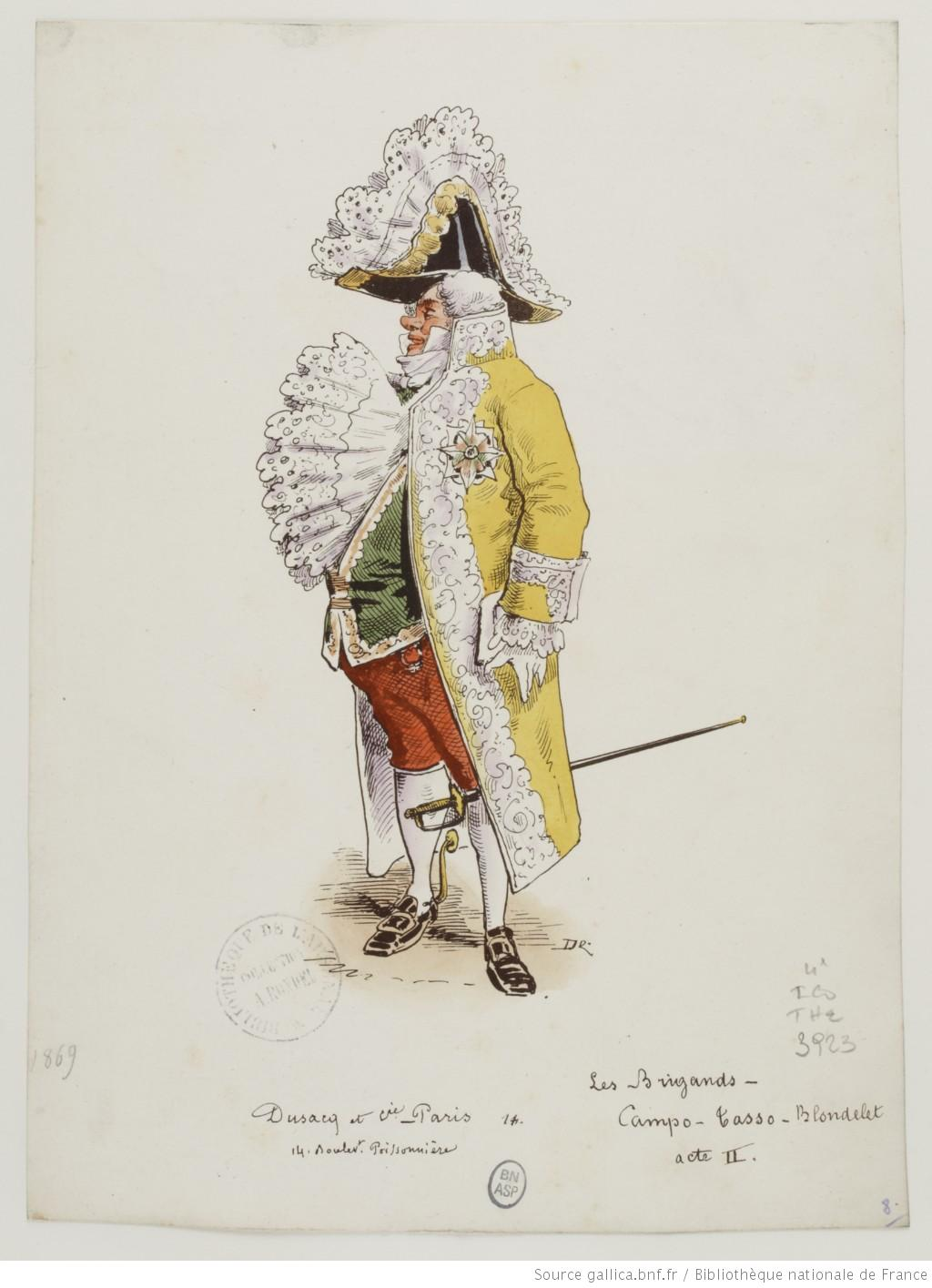
カンポタッソ男爵（2幕）
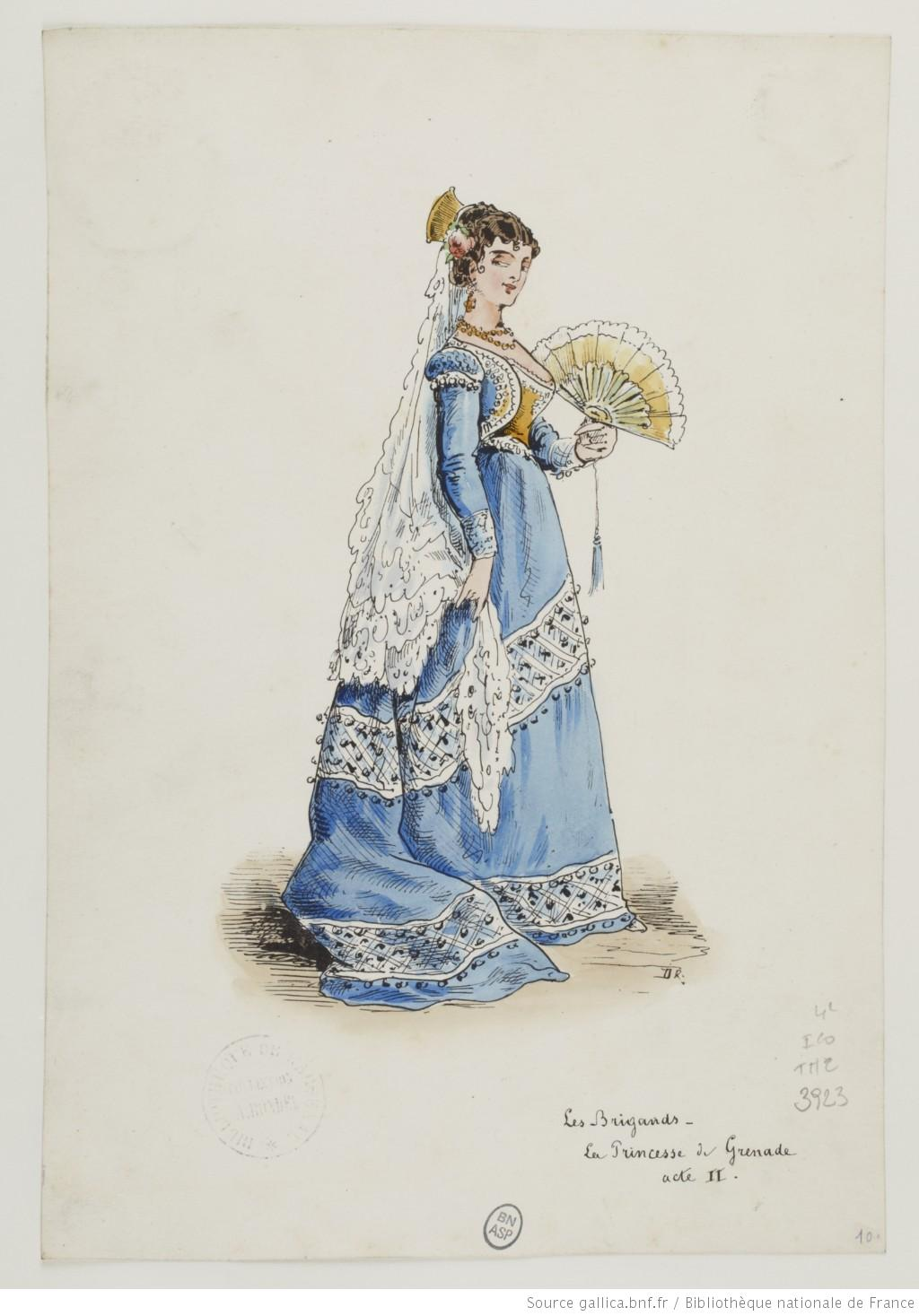
グラナダの女王（2幕）
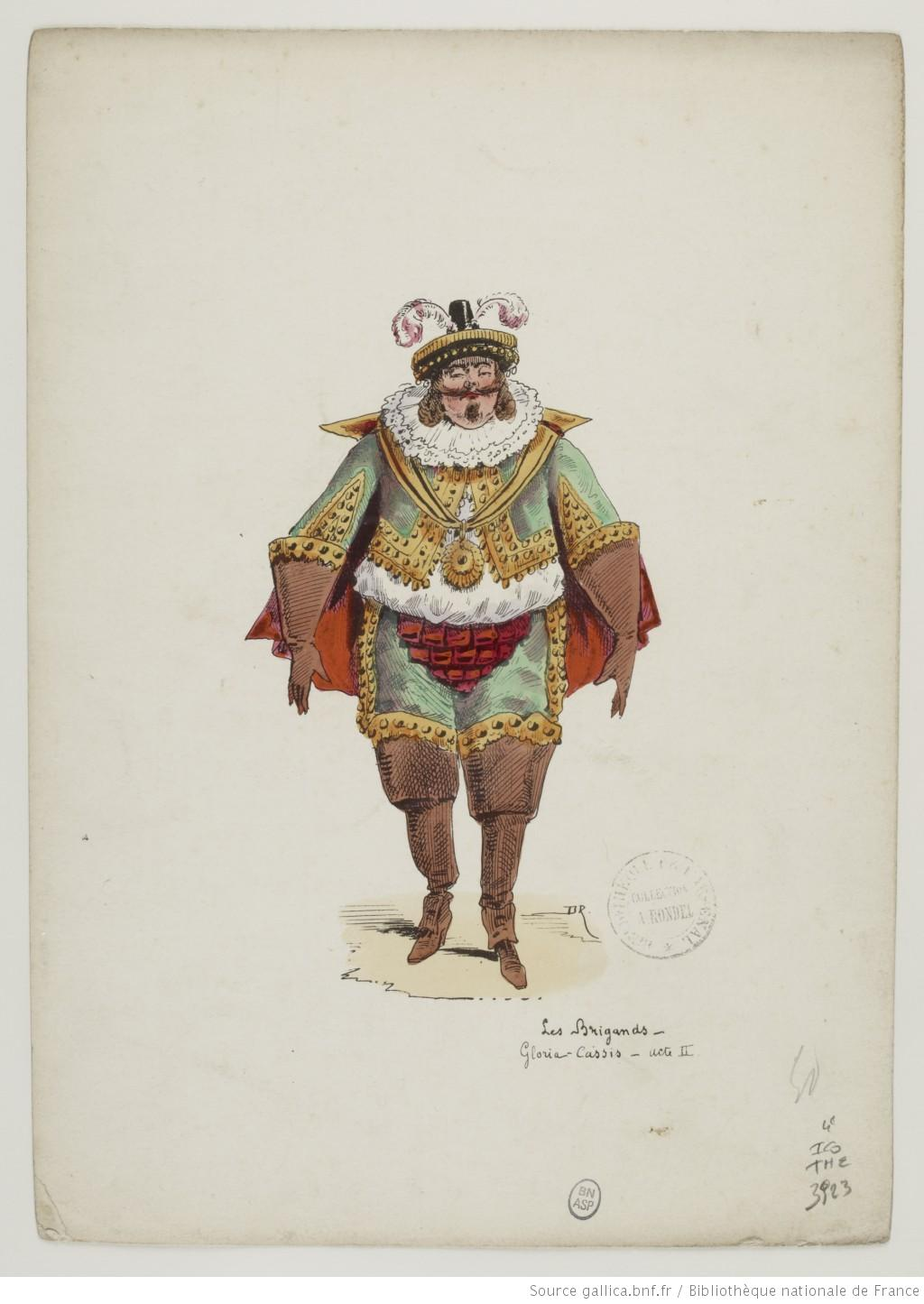
グロリア・カシス伯爵（2幕）
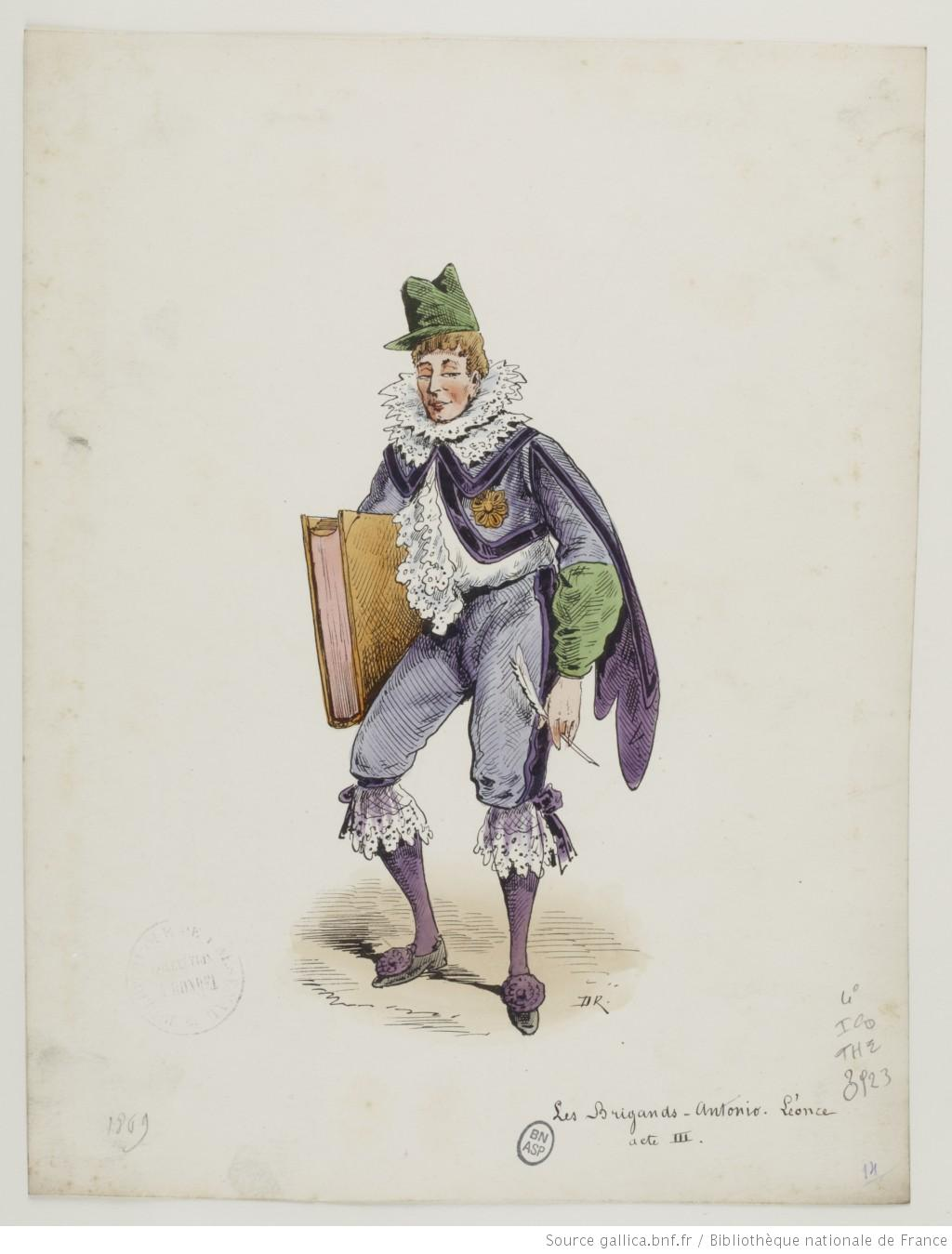
アントニオ（3幕）

## あらすじ (3幕版)
時と場所：19世紀、イタリアのマントヴァおよびその周辺

### 第1幕
荒涼たる岩山、洞窟が見える

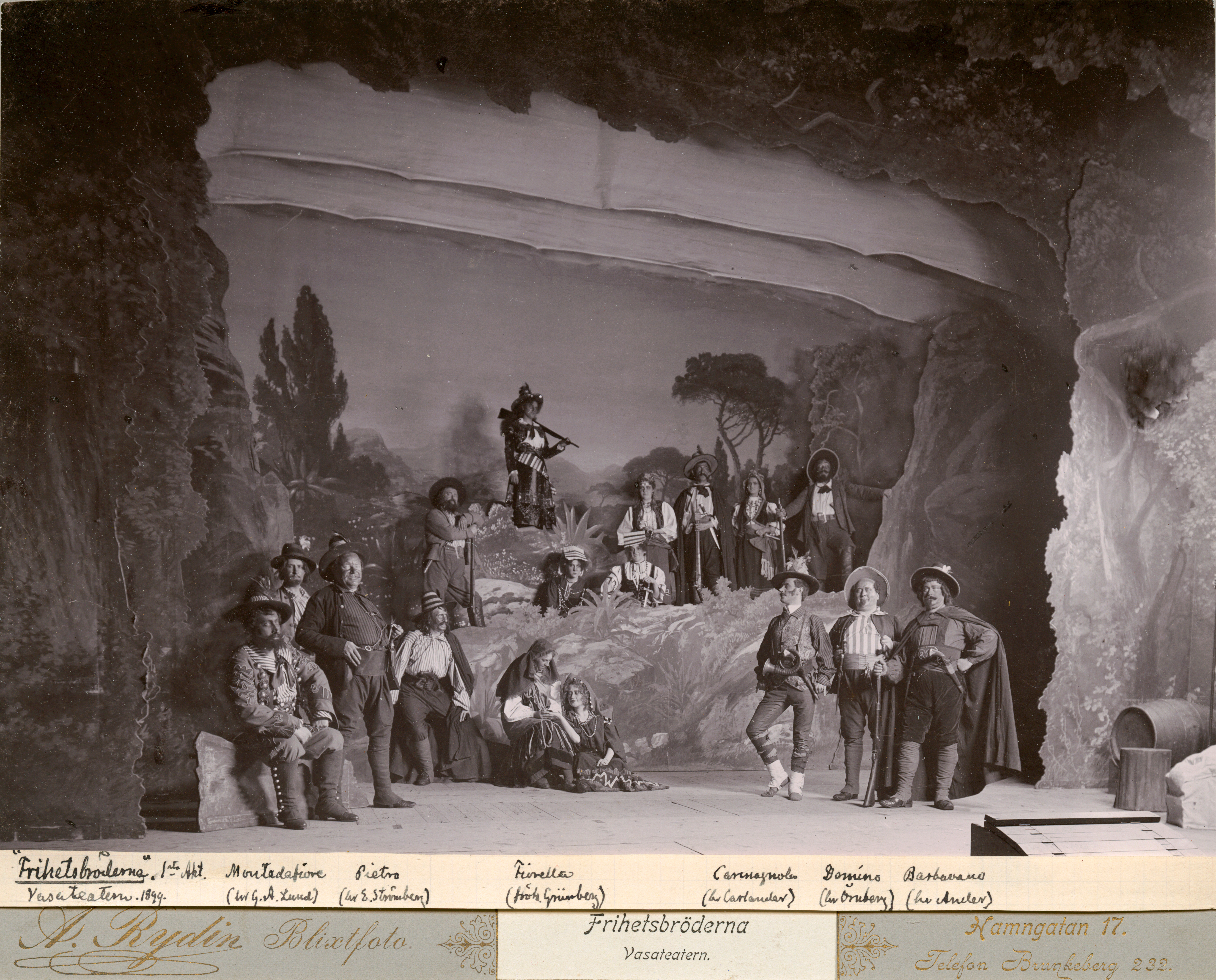
ストックホルム、ヴァサガタン座での1889年の上演

夜明け、盗賊たちは合言葉を交わしながら、洞窟の中に入っていく。若頭のカルマニョーラは皆に隠れるよう指示する。すると、隠者が二人の若い女を連れて、現れる。娘たちは不安になり、どこに行くのかと尋ねる。隠者は美徳への小径であるなどとはぐらかす。そして、洞窟の前まで来ると突如として僧衣を脱ぎ去り、俺は盗賊の首領ファルサカッパだと名乗る。盗賊どもが岩陰から姿を現し、「親分、万歳！」（Vive Falsacappa !）と叫ぶ。ファルサカッパはかどわかしてきた娘たちを今夜の慰み物として、夜まで取っておくよう指示する。子分たちは皆、洞窟に入る。洞窟の外には３人の若頭であるバルバヴァーノ、カルマニョーラ、ドミノは残っている。そこに、盗賊の首領を育てた老人ピエトロがやって来る。この老人は先代の首領が死んだとき、わずか３歳であったファルサカッパをしっかりした首領にファルサカッパを育て上げた人物であった。若頭たちは最近は利益の大きな仕事がめっきり減ってしまって、儲からなくなった、何か大きな仕事をさせて欲しいと不平を漏らす。ファルサカッパは今は特に大きな仕事はないが、そのうち大仕事を持ってくるから、もう少し待てとなだめる。そこへ、首領の娘フィオレッラが〈クプレ〉「私は盗賊の娘」（Je suis la fille du bandit !）と歌いながら姿を現す。ファルサカッパはマントヴァ侯爵とグラナダの王女の結婚式の際に、大きな仕事をやるぞと皆に伝える。若頭たちは納得して洞窟に入っていく。フィオレッラは今日はファルサカッパの聖名祝日なので父に贈り物をする。それは警察官が飛び出してくるびっくり箱であったが、その中にフィオレッラの正装した姿の肖像画が入っていたのだった。フィオレッラはこれを送りつつ、もう盗賊なんかやりたくないと訴える。実はフィオレッラは先日泥棒に入った農家の青年に恋をしてしまったのであった。そこへ、騒がしい音がしたかと思うと、何とそのフラゴレットが捉えられて来る。フラゴレットは彼を捕まえたドミノを投げ飛ばす。盗賊たちがフラゴレットを取り押さえようとすると、フィオレッラはフラゴレット事情の分からぬ皆が呆気に取られていると、フラゴレットは実は強盗に入ったフィオレッラに惚れてしまったので、ここまでフィオレッラを探しに来たのだと事情を説明する。そして、フラゴレットがフィオレッラをくれというと、堅気の男にはやれないと言うと、それでは盗賊の仲間にしてくれとフラゴレットが頼むと、娘も二人の結婚を認めて欲しいとせがむ。ファルサカッパは止む無く、盗賊になるならという条件付きで認めることにする。ファルサカッパはその前にフラゴレットに盗賊の資質があるかどうか、調べさせて欲しいと言い、フラゴレットを裏に連れて行く。

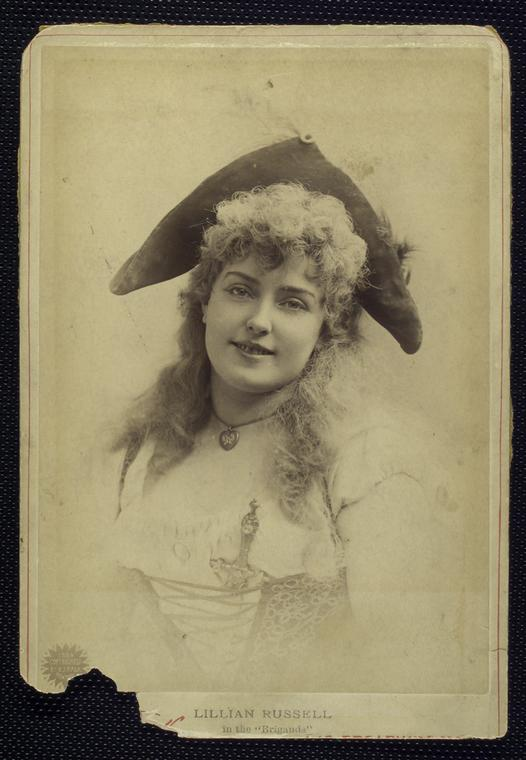
1889年の米国での上演時のリリアン・ラッセル

ピエトロがフィオレッラと昔話を始めると、山の上の方から、着飾ったマントヴァ侯爵が現れ、山中で道に迷ってしまったのだが、町へ行くにはどうしたらいいか、教えて欲しいと道を尋ねにくる。ピエトロはすぐに道案内を連れてくるから、少し待って欲しいと言い、ファルサカッパたちに金持ちそうな獲物がやってきたと伝えに行く。フィオレッラはハンサムな侯爵が身ぐるみ剥がれて、殺されるのは余りにも哀れだと思い、親切にも逃げ道を教えてやり、〈ロンド〉「右に曲がったら」（Après avoir pris à droite）を歌う。ファルサカッパが戻り、マントヴァ侯爵を撃ち殺そうとすると、フィオレッラはそれを制止する。ファルサカッパは娘にお前は若い男を見ると、すぐに逃がそうとするが、それでは盗賊稼業は上手く行く訳ないだろうと怒る。すると、盗賊たちがフラゴレットと戻って来る。フラゴレットは試しの仕事として,グラナダ王家からマントヴァ侯爵に遣わされた使者を捕らえている。使者の鞄の中には手紙が入っており、そこには花嫁には持参金２00万フラン付けるが、マントヴァ侯爵への貸付金500万フランから差し引くことにした。したがって、使者には1フランたりとも持たせていないが、同行の伯爵には300万フランを渡してくれるようにと書かれている。これを見たファルサカッパは王女の肖像画と娘の肖像画をこっそり入れ替えて使者に渡し、使者を解放してやるのだった。どうして開放するのかと皆は驚くがファルサカッパは良い考えがあるのだと言う。フラゴレットは得意げに「誰が何といおうと、俺の初仕事は大手柄でしょう。これは政府の手紙なんですから」と歌う。すると、おもむろに首領はフラゴレットの入団祝いを始めようと言うと、グランド・オペラのパロディのような荘厳なファンファーレと共に入団式が執り行われる。そして、音楽は一転して軽薄な調子に変わり、フラゴレットに「盗んで、盗んで、裏切らない」と誓わせ、女たちも呼んで、酒盛りを始める。すると、憲兵隊のラッパの音が聞こえるので、盗賊たちは物陰に隠れる。憲兵隊は「我々はいつも手遅れになってから到着する」（Nous arrivons toujours trop tard.）と合唱しながらやってくる。銃騎兵隊が通り過ぎると、盗賊たちは飲み始める。すると、憲兵隊の後続部隊が同じ歌を合唱しつつ行進してくる。後続部隊が通り過ぎると、盗賊たちは飲み始めるのだった。

### 第2幕
田舎町にあるグランド・ホテルの前

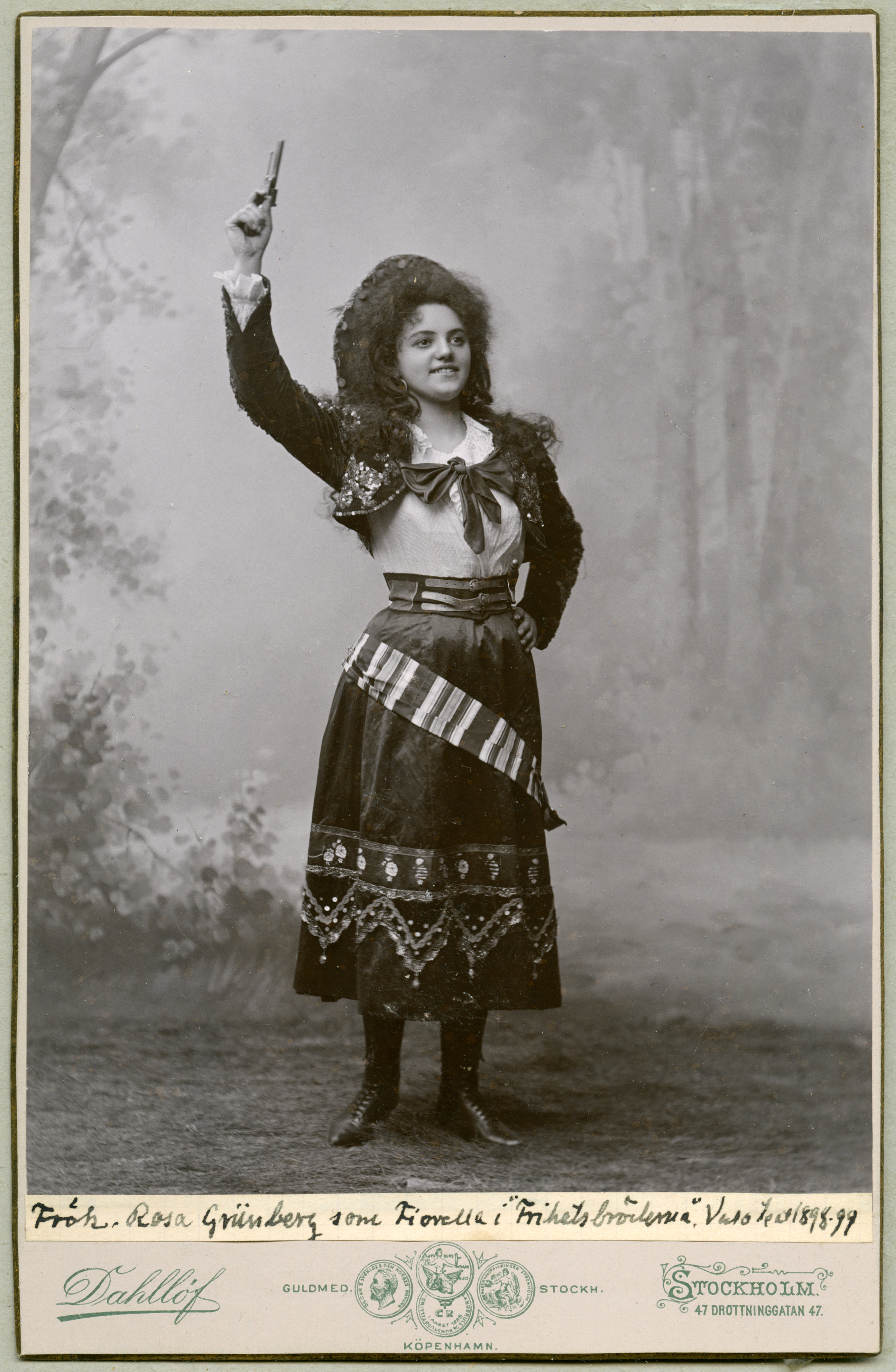
1898年にフィオレッラ役を演じたローザ・グリュンベルク

ホテルの支配人ピポがグラナダの王女とその一行とそれを迎えるマントヴァ侯爵の使者の一行への対応に不手際の無いようにとホテルのスタッフに説明していると、ファルサカッパの盗賊たちが乞食に変装し「我らを憐れみ給え、そして我らにパンを」（Soyez pitoyables）と厳かに合唱しながら、現れる。そして、本性を現すとホテルの従業員たちを地下の倉庫に押し込んでしまう。ファルサカッパはフィオレッラに王女に変装するよう指示する。フィオレッラはフラゴレットと結婚させ、稼ぎの15％を彼に譲渡することを条件に承諾する。フィオレッラとフラゴレットはさっそく公証人呼び寄せて陽気に〈公証人の二重唱〉「ちょっと、止まって公証人さん」（Arrêtez-vous, ne fût-ce qu’un instant）を歌う。盗賊たちが乞食の恰好からホテルの従業員の服装に着替えていると、マントヴァ侯爵の使者であるカンポタッソ男爵の一行が護衛の銃騎兵隊を従えて、やってくる。カンポタッソ男爵はホテルの従業員たちの着こなしが何やら不自然なので、訝しがる。レストランのシェフに変装したファルサカッパはここら辺は悪名高いファルサカッパ盗賊団が頻繁に出没するので、用心のためにこんな格好をしているのだと言い訳をする。銃騎兵隊の隊長がファルサカッパなら以前切り刻んでやったと自慢すると、ファルサカッパが「あなたはファルサカッパにあったことがあるのか」と問うと「いや、未だ会ったことはない」と言って笑い、「出会ったら、切り刻んでやるのだと言う」。そして、食事の準備ができたのでと言うと、すぐさま本性を現し、銃口を向け、一行をホテルの食堂に無理やり押し込める。すると今度は、スペインからグラナダの王女の一行がホテルに到着する。随行のグロリア・カシス伯爵は〈スペイン人のクプレ〉「我々こそが本当のスペイン人である」（Nous, nous sommes de vrais Espagnols）と歌う。しかし、誰も出迎えに現れないので、彼が心配していると、ファルサカッパが銃騎兵隊長の服装に着替えて、バルコニーに姿を現し、挨拶をする。スペイン人の一行はイタリア人たちの出迎えのマナーが悪いので驚き、グロリア・カシス伯爵があなた方は我々の苛立ちをちゃんと理解しているのかと問う。すると、ファルサカッパはようやく着替え終わると、ホテルから出て来てスペイン人の一行を迎え、このホテルのサービスは最低だから、勝手にしてくれと開き直る。ファルサカッパが立ち去ると、フラゴレットとフィオレッラが恋人同士の召使の恰好で現れ、部屋の準備ができたと言う。王女が二人の関係を聞くと、二人は愛し合っているんだと言い、仲良く〈クプレ〉「なぜ私たちが愛するのかって」（Pourquoi l’on aime ?）を歌う。愛の無い結婚を強いられている王女は二人を羨ましく思いつつも二人にプレゼントをする。ファルサカッパはスペイン人一行を部屋に案内すると、一行が寝静まったら服を盗んで、縛り上げようと盗賊たちに言う。その時、地下から銃騎兵隊のラッパの音が聞こえてくる。さらに、ホテルの主人ピポの「ファルサカッパだ、助けてくれ！」という叫び声が聞こえるので、スペイン人一行が全員外に出てくる。カンポタッソ男爵がバルコニーから「その男は盗賊の首領ファルサカッパだ」と大声で叫ぶ。すると、ファルサカッパは居直って「我こそは大盗賊のファルサカッパだ」と名乗り、他の盗賊も正体を明かす。カンポタッソ男爵は急いで地下から護衛の銃騎兵たちを呼び出すが、彼らはワインを飲み過ぎて、全員へべれけの状態になっている。そして、まともな戦いにはならず、盗賊たちとふざけ出す始末。盗賊たちはスペイン人一行に銃口を向け、皆を黙らせるのだった。

### 第3幕
マントヴァ侯爵の宮殿の大広間

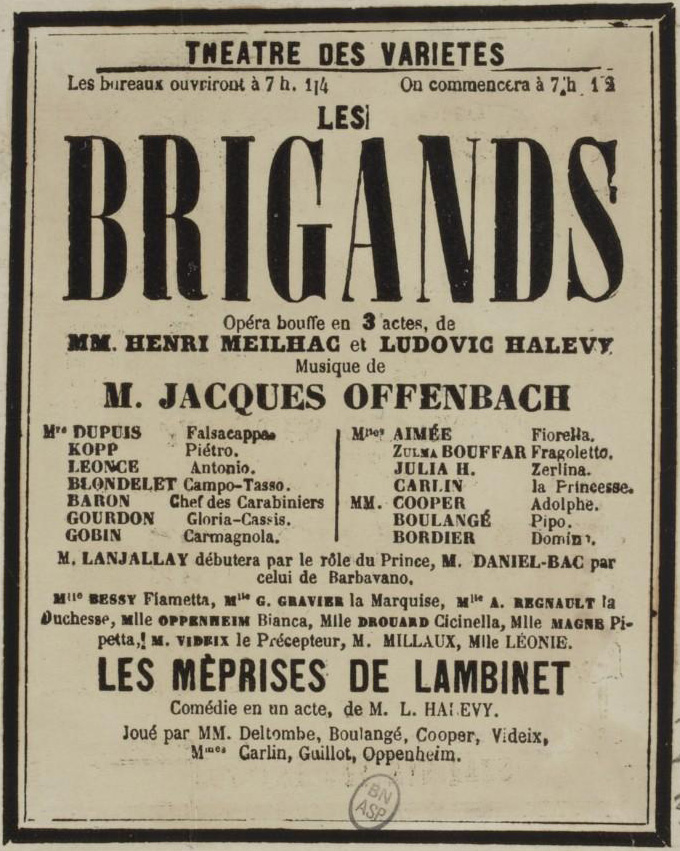
初演当時のポスター

女好きのマントヴァ侯爵は結婚してしまったら別れなければならなくなる多くの愛人たちと最後の夜を過ごしている。女たちは結婚してもどうせしばらくすれば、また戻って来ると歌う。マントヴァ侯爵は会計係を呼び寄せ、借金の支払いの準備は整っているだろうなと確認して、場を立ち去る。独り残った会計係は実は自分も女に金をつぎ込んでしまったので金庫は空っぽ、スペインの公使に賄賂を握らせて、何とか窮地を切り抜けようと独白する〈金庫番のクプレ〉「私の愛よ！私の愛人たちよ！」（O mes amours, O mes maîtresses）。すると、盗賊たちが変装したスペイン王女の一行が到着する。マントヴァ侯爵は何やら様子が変だし、王女は山で出会った盗賊の娘にどことなく似ているうえ、自分が遣わしたカンポタッソ男爵と一緒でないのも腑に落ちないと訝しがる。一方で、事前に使者が届けてきた王女の肖像画とは目の前の女性は似ている。その上、小姓に扮したフラゴレットがやきもちを焼きフィオレッラから離れようとしないことから、フィオレッラがつい口走った「小姓がいつも私から離れないの」という台詞は王女が言うことになっていた合言葉そのものなので、マントヴァ侯爵はどうしても本物のスペイン王女だと信じざるを得ない。ファルサカッパは「約束通り王女はお届けしました。グラナダへの300万フランをお支払い頂きたい」と言う。マントヴァ侯爵は会計係を呼ぶ。その間にピエトロは宮廷の人々の持ち物を片っ端から盗みまくる。貴婦人たちが現れ、皆を部屋に案内する。皆が立ち去るとマントヴァ侯爵のもとに会計係が入室する。会計係は実を言うと自分が金を使い込んでしまい、残っているのは1283フランと25サンチームだ、この内1,000フランを賄賂として差し出すので、300万フランを受け取ったことにしてくれと言う。ファルサカッパは冗談じゃない、賄賂などいらないから、300万フランを持って来いと叫ぶ。会計係は珍しい正直な使者が来たと驚くと、本物のスペイン王女の一行が到着したのである。さらに、マントヴァ侯爵の使者カンポタッソ男爵も部下と共に現れる。カンポタッソ男爵はファルサカッパを見ると、この男こそ、ファルサカッパであると正体を見破る。ファルサカッパは宮殿内で、関係者すべてに事態を把握されて、ごまかしようがなくなり、進退窮まったと観念する。すると、フィオレッラが〈クプレ〉「私は盗賊の娘」（Je suis la fille du bandit !）と歌いながら姿を現す。そして、私は以前山でマントヴァ侯爵を助けたことがあると言う。だから、今度はマントヴァ侯爵が我々を助ける番だと言う。盗賊たちも跪いて助命嘆願する。マントヴァ侯爵はそれではと、快くフィオレッラに免じて、皆を許すことにする。一方、会計係はグロリア・カシス伯爵に賄賂を掴ませて、何とか穏便に取り計らってもらえないかと懇願する。グロリア・カシス伯爵はそれを受け取り納得してしまう。盗賊たちは、これからは憲兵がやって来ても恐れるには当たらないと合唱して、大団円となる。

## 主な録音・録画
| 年   | 配役 ファルサカッパ フィオレッラ フラゴレット ピエトロ アントニオ グロリア・カシス伯爵                                                     | 指揮者 管弦楽団 合唱団                                                             | レーベル                                                                           |
| ---- | --- | ---------------------------------------------------------------------------------- | ---------------------------------------------------------------------------------- |
| 1980 | フーベルト・モーラー エヴァ・チャポ ジャン・ヴァン・レエ エヴェリン・キューネッケ テオ・アルトマイヤー                                     | ピンカス・スタインバーグ ケルン放送交響楽団 ケルン放送合唱団                       | CD: Capriccio ASIN: B0001XAKX8 ドイツ語歌唱                                        |
| 1988 | ティベール・ラファッリ ギスレーヌ・ラファネル コレット・アリオー＝リュガ ミシェル・トランポン ベルナール・ピザニ ジャン=リュック・ヴィアラ | ジョン・エリオット・ガーディナー リヨン国立歌劇場管弦楽団 リヨン国立歌劇場合唱団   | CD:EMI ASIN: B000VKW6HE                                                            |
| 1989 | ミシェル・トランポン ヴァレリー・シュヴァリエ コレット・アリオー＝リュガ リカルド・カシネッリ ベルナール・ピザニ ジャン=リュック・ヴィアラ | クレール・ジボー リヨン国立歌劇場管弦楽団 リヨン国立歌劇場合唱団 演出:ルイ・エルロ | DVD: ニホンモニター ASIN: B000BM6L3M                                               |
| 2003 | ニコラス・ウェールマン アーリーン・シモンズ グラント・ノックス ジェームズ・スチュアート － ジェイソン・ブリッジス                          | リン・トンプソン オハイオ・ライト・オペラ管弦楽団 オハイオ・ライト・オペラ合唱団   | CD: Albany Records ASIN: B00022FWVS 英語歌唱 ウィリアム・S・ギルバートによる英語版 |